# Shirakawa, Gifu

Shirakawa (白川町 Shirakawa-chō?) este un oraș în Japonia, în districtul Kamo al prefecturii Gifu.